# Еритроцитоз

## ЕРИТРОЦИТОЗ
Еритроцитоз, еритремія, хвороба Вакеза - хронічне захворювання, причина якого - ураження клітини - попередниці мієлопоезу, що виявляється необмеженою еритроїдною проліферацією і збереженою здатністю до диференціювання по чотирьох гілках кровотворення. За структурою і середньорічними показниками захворюваності еритроцитоз займає 4-те місце після хронічного мієлолейкозу. Еритроцитоз - хвороба переважно літніх і старих людей (середній вік - 60 років). Нерідкі випадки захворювання і в молодому і дитячому віці. У молодих людей захворювання протікає більш несприятливо.

### Симптоми Еритроцитозу
Еритроцитоз характеризується тривалим і доброякісним перебігом.
У клінічному перебігу розрізняють кілька стадій:
- початкова, або малосимптомна, стадія, зазвичай тривалістю 5 років, з мінімальними клінічними проявами;
- стадія ІІА - еритремічна розгорнута стадія, без мієлоїдної метаплазії селезінки, її тривалість може досягає 10-20 років;
- стадія ІІБ - еритремічна розгорнута стадія, з мієлоїдною метаплазією селезінки;
- стадія III - стадія постеритремічної мієлоїдної метаплазії (анемічна стадія) з мієлофіброз або без нього; можливий результат в гострий лейкоз, хронічний мієлолейкоз.

Однак, враховуючи те, що зазвичай початок хвороби спостерігається у літніх і старих людей, далеко не у всіх хворих вона проходить всі три стадії.
В анамнезі у багатьох хворих задовго до моменту діагностики є вказівки на кровотечі після екстракції зуба, свербіж шкіри, пов'язаний з водними процедурами, «хороші», дещо завищені показники червоної крові, виразку дванадцятипалої кишки. Збільшення маси циркулюючих еритроцитів призводить до підвищення в'язкості крові, стазу в мікроциркуляторному руслі, підвищенню периферичного судинного опору, тому шкіра обличчя, вух, кінчика носа, дистальних відділів пальців і видимі слизові мають червоно-ціанічне забарвлення різного ступеня. Підвищена в'язкість пояснює ураження судин, переважно церебральних, з подальшим виникненням скарг: головний біль, запаморочення, безсоння, відчуття тяжкості в голові, порушення зору, шум у вухах. Можливі епілептиформні припадки, депресія, паралічі. Хворі скаржаться на прогресуюче зниження пам'яті. У початковій стадії захворювання артеріальна гіпертонія виявляється у 35-40% хворих. Клітинний гіперкатаболізм і частково неефективний еритропоез стають причиною підвищеного ендогенного синтезу сечової кислоти і порушення обміну уратів. Клінічні прояви уратів (сечокислого) діатезу – ниркова колька, подагра, ускладнюють перебіг ІІБ і III стадії. До вісцеральним ускладнень відносять виразки шлунка та дванадцятипалої кишки, частота їх складає, по даним різних авторів, від 10 до 17%.
Судинні ускладнення становлять найбільшу небезпеку для хворих на еритроцитоз. Унікальною особливістю цього захворювання є одночасна схильність як до тромбозу, так і кровотечі. Мікроциркуляторні розлади як наслідок тромбофілії, проявляються еритромелалгією – різким почервонінням і набряком дистальних відділів пальців рук і ніг, що супроводжується пекучим болем. Запекла ерітромелалгія може бути передвісником тромбозу більш великої судини з розвитком некрозу пальців рук, стоп, гомілок. Тромбоз коронарних судин відзначається у 7-10% хворих. Розвитку тромбозу сприяє ряд факторів: вік старше 60 років, тромбоз судин в анамнезі, артеріальна гіпертонія, атеросклероз будь-якої локалізації, ексфузії крові або тромбоцітаферез, що проводяться без призначення антикоагулянтної або дезагрегантну терапії. Тромботичні ускладнення, зокрема інфаркт міокарда, ішемічний інсульт і тромбоемболія легеневої артерії, є найчастішою причиною смерті цих хворих.
Геморагічний синдром проявляється спонтанною кровоточивістю ясен, носовими кровотечами, екхімозами, характерними для порушень тромбоцитарно-судинної ланки гемостазу. Патогенез микроциркуляторной кровоточивості залежить переважно від зниження агрегації дефектних, неопластического походження тромбоцитів.
Селезінка збільшується під час IIA стадії, причиною цьому служить посилення депонування та секвестрації формених елементів крові. У стадії ІІБ спленомегалію викликає прогресуюча мієлоїдна метаплазія. Їй супроводжують лівий зсув у лейкоцитарній формулі, ерітрокаріоцітоз. Збільшення печінки часто супроводжує спленомегалію. Для обох стадій характерний фіброз печінки. У частини хворих вона цілком доброякісна, селезінка та печінка збільшуються повільно, показники червоної крові достатньо довго залишаються в межах норми. Разом з тим можливо і швидке прогресування спленомегалії, наростання анемії, зростання лейкоцитозу і розвиток бластной трансформації. Гострий лейкоз може розвинутися як в еритремічній стадії, так і в стадії постеритремічній мієлоїдної метаплазії.

### Причини Еритроцитозу
Природжений:
- висока спорідненість гемоглобіну до кисню;
- низький рівень 2,3-дифосфоглицерата;
- автономна продукція еритропоетину.

Набутий:
- артеріальна гіпоксемія фізіологічної і патологічної природи:
  - «сині» вади серця;
  - хронічні легеневі захворювання;
  - куріння;
  - адаптація до умов високогір'я.

- захворювання нирок:
  - пухлини;
  - гідронефроз;
  - кістозне ураження;
  - дифузні захворювання ниркової паренхіми;
  - стеноз ниркових артерій.
- пухлини:
  - гемангіобластома мозочка;
  - карцинома бронхів.
- ендокринні захворювання:
  - пухлини надниркових залоз.
- захворювання печінки:
  - гепатит;
  - цироз;
  - синдром Бадда-Кіарі;
  - гепатома;
- туберкульоз.

### Лікування Еритроцитозу
Невідкладна допомога. При еритроцитозі основною небезпекою є судинні ускладнення. В основному це шлунково-кишкові кровотечі, передінфарктний стенокардія, повторна емболія судин легенів, артеріальна і повторний венозний тромбоз, тобто невідкладна терапія при поліцитемії в основному спрямована на купірування і подальшу профілактику тромботичних і геморагічних ускладнень.
Планова терапія. Сучасна терапія еритроцитозу полягає у використанні ексфузії крові, цитостатичних препаратів, застосуванні радіоактивного фосфору, а-інтерферону.
Кровопускання, що дають швидкий клінічний ефект, можуть бути самостійним методом лікування або доповнювати цитостатичну терапію. У початковій стадії, що протікає зі збільшенням вмісту еритроцитів, застосовують 2-3 кровопускання по 500 мл кожні 3-5 днів з наступним введенням адекватних кількостей реополіглюкіну або фізіологічного розчину. У хворих з серцево-судинними захворюваннями за 1 процедуру видаляють не більше 350 мл крові, ексфузії не більше 1 разу на тиждень. Кровопускання не контролюють кількості лейкоцитів і тромбоцитів, іноді будучи причиною реактивного тромбоцитозу. Зазвичай свербіж шкіри, еритромелалгія, виразка шлунка та дванадцятипалої кишки, сечокислий діатез не усуваються кровопусканням. Вони можуть бути замінені еритроцитаферезом з відшкодуванням обсягу вилучених еритроцитів фізіологічним розчином і реополіглюкіном. Процедура добре переноситься хворими і викликає нормалізацію показників червоної крові на строк від 8 до 12 міс.
Цитостатична терапія спрямована на придушення підвищеної проліферативної активності кісткового мозку, її ефективність слід оцінювати через 3 міс. після закінчення лікування, хоча зниження кількості лейкоцитів і тромбоцитів настає значно раніше.
Показанням до цитостатичної терапії є еритремія, що протікає з лейкоцитозом, тромбоцитозом і спленомегалією, шкірним свербінням, вісцеральними і судинними ускладненнями; недостатній ефект від попередніх кровопускань, їх погана переносимість.
Протипоказання до цитостатичної терапії – дитячий і юнацький вік пацієнтів, рефрактерность до лікування на попередніх етапах, протипоказана і надмірно активна цитостатична терапія через небезпеку депресії кровотворення.
Для лікування еритреми застосовуються такі препарати:
- алкілуючі агенти – міелосан, алкеран, циклофосфан.
- гидроксимочевина, що є препаратом вибору, в дозі 40-50 мг / кг / добу. Після зниження кількості лейкоцитів і тромбоцитів добову дозу зменшують до 15 мг / кг / 2-4 тиж. В подальшому призначається підтримуюча доза 500 мг / добу.

Новий напрямок в терапії полицитемии – застосування препаратів інтерферону, орієнтоване на зменшення міелопроліфераціей, кількості тромбоцитів і судинних ускладнень. Час настання терапевтичного ефекту – 3-8 міс. Нормалізація всіх показників крові оцінюється як оптимальний ефект, зниження потреби в ексфузії еритроцитів на 50% – як неповний. У період досягнення ефекту рекомендовано призначення 9 млн ОД / добу 3 рази на тиждень, з переходом на підтримуючу дозу, підбирається індивідуально. Лікування зазвичай добре переноситься і розраховано на багато років. Одне з безперечних достоїнств препарату полягає у відсутності лейкозогенних дії.
Для поліпшення якості життя хворим проводять симптоматичну терапію:
- сечокислий діатез (з клінічними проявами сечокам'яної хвороби, подагри) вимагає постійного прийому алопуринолу (мілуріт) у добовій дозі від 200 мг до 1 г;
- еритромелалгія є показанням до призначення 500 мг аспірину або 250 мг метиндолу; при важкій еритромелалгії показаний додатково гепарин;
- при тромбозі судин призначають дезагреганти, у разі гіперкоагуляції за даними коагулограми слід призначати гепарин у разовій дозі 5000 ОД 2-3 рази на день. Доза гепарину визначається контролем за системою згортання. У профілактиці тромбофілічних ускладнень найбільш ефективною є ацетилсаліцилова кислота, однак її застосування загрожує геморрагічними дозозалежними ускладненнями. За базову профілактичну дозу аспірину прийнято 40 мг препарату на добу;
- свербіж шкіри трохи полегшують антигістамінні препарати; значний, але більш повільний (не раніше 2 міс.) ефект надає інтерферон.